# Centro de Convenciones de Phoenix
El Centro de Convenciones de Phoenix (en inglés: Phoenix Convention Center), ubicado en el centro de Phoenix, Arizona en el sur de los Estados Unidos, es un emblemático complejo que, desde su apertura en 1972, ha albergado convenciones nacionales y regionales, ferias, eventos de consumo y producciones teatrales. El rápido crecimiento de Phoenix a lo largo de los años, impulsado por la llegada de empresas de alta tecnología de otros estados y un notable incremento en el turismo, motivó la creación de este centro de convenciones, que se ha convertido en un pilar para el desarrollo económico y cultural de la región.